# Slušnys
Slušnys ist ein litauischer männlicher Familienname.

## Weibliche Formen
- Slušnytė (ledig)
- Slušnienė (verheiratet)

## Namensträger
- Edgaras Slušnys  (* 1991), Badmintonspieler
- Linas Slušnys (* 1968), Kinderpsychiater und Politiker, Seimas-Mitglied